# Armando Anastasio
Armando Anastasio (Napoli, 24 luglio 1996) è un calciatore italiano, difensore della Salernitana.

## Biografia
È cugino di Gennaro Tutino anch'egli calciatore.

## Carriera

### Club
Cresciuto nel settore giovanile del Napoli, il 17 luglio 2015 passa in prestito al Padova, con cui inizia la carriera professionistica. Nell’estate successiva si trasferisce al Piacenza, salvo poi lasciare il club emiliano prima dell’inizio della stagione per accasarsi all’AlbinoLeffe. Nel 2017 si trasferisce al Carpi, ma dopo essere rimasto ai margini della rosa nel gennaio seguente passa al Parma, con cui conquista la promozione in Serie A.
Il 24 luglio 2018 viene ceduto al Cosenza, che lascia nel gennaio 2019, trasferendosi al Monza; il 18 luglio 2019 viene acquistato a titolo definitivo dal club brianzolo, firmando un quadriennale.
Dopo aver vinto il campionato di Serie C, il 6 ottobre 2020 passa a titolo temporaneo al Rijeka. Il 18 gennaio 2021, dopo aver collezionato quattro presenze con i croati, fa ritorno al Monza.
Tra il 2021 e il 2024 viene ceduto in prestito a Reggiana, Pordenone, Pro Vercelli  e Casertana, e l'8 luglio 2024 viene acquistato a titolo definitivo dal Catania.

### Nazionale
Ha giocato nelle nazionali italiane Under-18 ed Under-19.

## Statistiche

### Presenze e reti nei club
Statistiche aggiornate al 17 agosto 2025.
| Stagione            | Squadra         | Campionato      | Campionato | Campionato | Coppe nazionali | Coppe nazionali | Coppe nazionali | Coppe continentali | Coppe continentali | Coppe continentali | Altre coppe | Altre coppe | Altre coppe | Totale | Totale |
| Stagione            | Squadra         | Comp            | Pres       | Reti       | Comp            | Pres            | Reti            | Comp               | Pres               | Reti               | Comp        | Pres        | Reti        | Pres   | Reti   |
| ------------------- | --------------- | --------------- | ---------- | ---------- | --------------- | --------------- | --------------- | ------------------ | ------------------ | ------------------ | ----------- | ----------- | ----------- | ------ | ------ |
| 2015-2016           | Padova          | LP              | 9          | 0          | CI-LP           | 0               | 0               | -                  | -                  | -                  | -           | -           | -           | 9      | 0      |
| 2016-2017           | AlbinoLeffe     | LP              | 27+3       | 3          | CI-LP           | 1               | 0               | -                  | -                  | -                  | -           | -           | -           | 31     | 3      |
| 2017-gen. 2018      | Carpi           | B               | 0          | 0          | CI              | 1               | 0               | -                  | -                  | -                  | -           | -           | -           | 1      | 0      |
| gen.-giu. 2018      | Parma           | B               | 8          | 0          | CI              | -               | -               | -                  | -                  | -                  | -           | -           | -           | 8      | 0      |
| 2018-gen. 2019      | Cosenza         | B               | 3          | 0          | CI              | 1               | 0               | -                  | -                  | -                  | -           | -           | -           | 4      | 0      |
| gen.-giu. 2019      | Monza           | C               | 15+3       | 2          | CI+CI-C         | 0+4             | 0               | -                  | -                  | -                  | -           | -           | -           | 22     | 2      |
| 2019-2020           | Monza           | C               | 21         | 2          | CI+CI-C         | 2+2             | 0               | -                  | -                  | -                  | -           | -           | -           | 25     | 2      |
| sett.-ott. 2020     | Monza           | B               | 0          | 0          | CI              | 1               | 0               | -                  | -                  | -                  | -           | -           | -           | 1      | 0      |
| ott. 2020-gen. 2021 | Rijeka          | 1.HNL           | 1          | 0          | CC              | 0               | 0               | UEL                | 3                  | 0                  | -           | -           | -           | 4      | 0      |
| gen.-giu. 2021      | Monza           | B               | 2          | 0          | CI              | -               | -               | -                  | -                  | -                  | -           | -           | -           | 2      | 0      |
| Totale Monza        | Totale Monza    | Totale Monza    | 38+3       | 4          |                 | 9               | 0               |                    | -                  | -                  |             | -           | -           | 50     | 4      |
| 2021- gen. 2022     | Reggiana        | C               | 6          | 0          | CI+CI-C         | 0               | 0               | -                  | -                  | -                  | -           | -           | -           | 6      | 0      |
| gen.-giu. 2022      | Pordenone       | B               | 5          | 0          | CI              | 0               | 0               | -                  | -                  | -                  | -           | -           | -           | 5      | 0      |
| 2022-2023           | Pro Vercelli    | C               | 30         | 1          | CI-C            | 0               | 0               | -                  | -                  | -                  | -           | -           | -           | 30     | 1      |
| 2023-2024           | Casertana       | C               | 36+3       | 2          | CI-C            | 0               | 0               | -                  | -                  | -                  | -           | -           | -           | 39     | 2      |
| 2024-2025           | Catania         | C               | 31+4       | 3          | CI-C            | 1               | 0               | -                  | -                  | -                  | -           | -           | -           | 35     | 3      |
| 2025-2026           | Salernitana     | C               | -          | -          | CI-C            | 1               | 0               | -                  | -                  | -                  | -           | -           | -           | 1      | 0      |
| Totale carriera     | Totale carriera | Totale carriera | 194+13     | 13         |                 | 14              | 0               |                    | 3                  | 0                  |             | -           | -           | 224    | 13     |

## Palmarès

### Club

#### Competizioni nazionali
- Serie C: 1

Monza: 2019-2020 (girone A)